# Johan Diedrich Deiman
Johan Diedrich Deiman (Duits: Johann Diederich Deimann) (Hage (Oost-Friesland), 9 april 1731 – Amsterdam, 9 april 1783) was een Duits-Nederlands luthers theoloog en dominee. 

## Biografie
Deiman groeide op te Hage en ging naar school in Norden. Daarna studeerde hij theologie aan de universiteit van Halle. Hij kreeg er onderricht van de als gematigd orthodox geldende professor Siegmund Jakob Baumgarten. In 1753 publiceerde hij zijn dissertatie over een specifiek aspect van de christologie. 
In 1758 werd hij als dominee in de lutherse gemeente te Zierikzee beroepen. Daarna stond hij te Zwolle en Utrecht. Op 11 februari 1779 werd hij voorganger in de grootste lutherse gemeente van die tijd, te Amsterdam. In die tijd ontstonden er talrijke scheuringen binnen de Lutherse Kerk in Nederland, o.a. door de Verlichting en het rationalisme. Deiman gold als tamelijk liberaal; in Duitsland wordt hij als een vroeg vertegenwoordiger van de zogenaamde liberale theologie binnen de evangelisch-lutherse gezindte beschouwd. In 1783 overleed Deiman. Hij werd in Utrecht, naast zijn eerder in die stad overleden echtgenote, begraven. Bij zijn overlijden werd een gedenkpenning geslagen, waarvan het Luther Museum Amsterdam een exemplaar bezit. 
Zijn (meer bekende) broer Johan Rudolph Deiman was arts en scheikundige.

## Enige werken van Deimans hand
- Das Erdbeben. Eine Ode, uitg. Johann Gottlob Luschky, 1756
- Kort Zamenstel der Christelyke Leere. Utrecht 1764
- De Leere der reformeerde Kerk van de verkiezing gevonden worde of niet? in: J.C. Krafft, Onderzoek of Rom, IX - XI
- Katechedische Aanleiding tot de Kennis de Christelyke Leere, Utrecht 1772

- Biografisch Portaal: 34860000
- Gemeinsame Normdatei: 122220382
- International Standard Name Identifier: 0000 0000 1619 9959
- Nederlandse Thesaurus van Auteursnamen: 073003751
- Virtual International Authority File: 32872796
- WorldCat: E39PBJdrCv67T8tmXBMJj9xVYP